# Koszmosz–71
A Koszmosz–71 (oroszul: Космос 71) Koszmosz műhold, a szovjet műszeres műhold-sorozat tagja. Ötfokozatú kísérleti telekommunikációs műhold, típusa Sztrela-1 (Стрела-1), valamint a harmadik fokozat geofizikai egység.

## Küldetés
Az Interkozmosz program keretében a hordozórakéta utolsó fokozatának az – INTEROBS-program keretében összehangolt, folyamatos, geofizikai célú optikai megfigyelését végezték Bulgária, Lengyelország, Magyarország, az NDK, Románia és a Szovjetunió 26 megfigyelőállomásáról.

## Jellemzői
Katonai és polgári (tudományos) rendeltetésű, az OKB-10 (oroszul: Опытно-конструкторское бюро) tervezőirodában kifejlesztett műhold. Üzemeltetője a moszkvai MO (Министерство обороны) minisztérium.
1965. július 16-án a Bajkonuri űrrepülőtér indítóállomásról egy Koszmosz-1 (8K65) típusú hordozórakétával juttatták Föld körüli, közeli körpályára. Az orbitális egység pályája 95,2 perces, 56 fokos hajlásszögű, elliptikus pálya perigeuma 522 kilométer, apogeuma 542 kilométer volt. Hasznos tömege 50 kilogramm. A sorozat felépítését, szerkezetét, alapvető fedélzeti rendszereit tekintve egységesített, szabványosított tudományos-kutató űreszköz. Áramforrása kémiai akkumulátor és napelemek kombinációja.
Az öt műholdat – Koszmosz–71, Koszmosz–72, Koszmosz–73, Koszmosz–74 és Koszmosz–75 – egyetlen hordozórakétával juttattak pályára. Katonai és kormányzati híradástechnikai feladatok ellátására tervezték, készítették. A Szovjetunió európai – Távol-keleti, illetve tengeri (hadiflotta, kereskedelmi flotta) összeköttetésének felgyorsítását szolgálta. Rádióüzenetek vételére (vevő) és lejátszására (adó) szolgáltak.
1970. augusztus 11-én belépett a légkörbe és megsemmisült.